# 蘇守範
蘇守範（1584年—1628年），字念之，號绍东，河南开封府鄢陵县人。明朝官员。

## 生平
万历三十四年（1606年）丙午科河南乡试第六十三名举人，四十七年（1619年）己未科三甲二百三十八名進士，吏部觀政，天啓元年（1621年）授北直隶清河县知县，调繁永年县，崇祯元年考选，升吏部主事，未任逝于任所，著有《绍东诗集》传世。

## 家族
曾祖蘇堯。祖父蘇寅。父蘇喬，儒官。